# Brauron

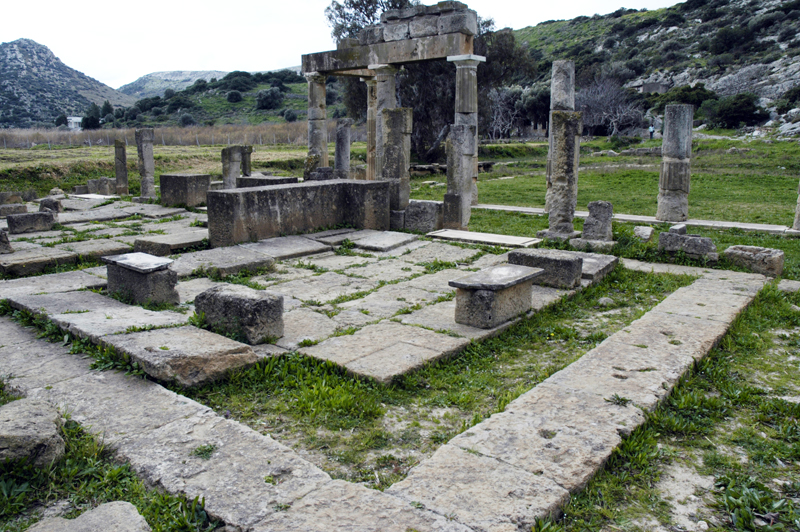
Sanctuaire d'Artémis Brauronia, anastylose partielle.

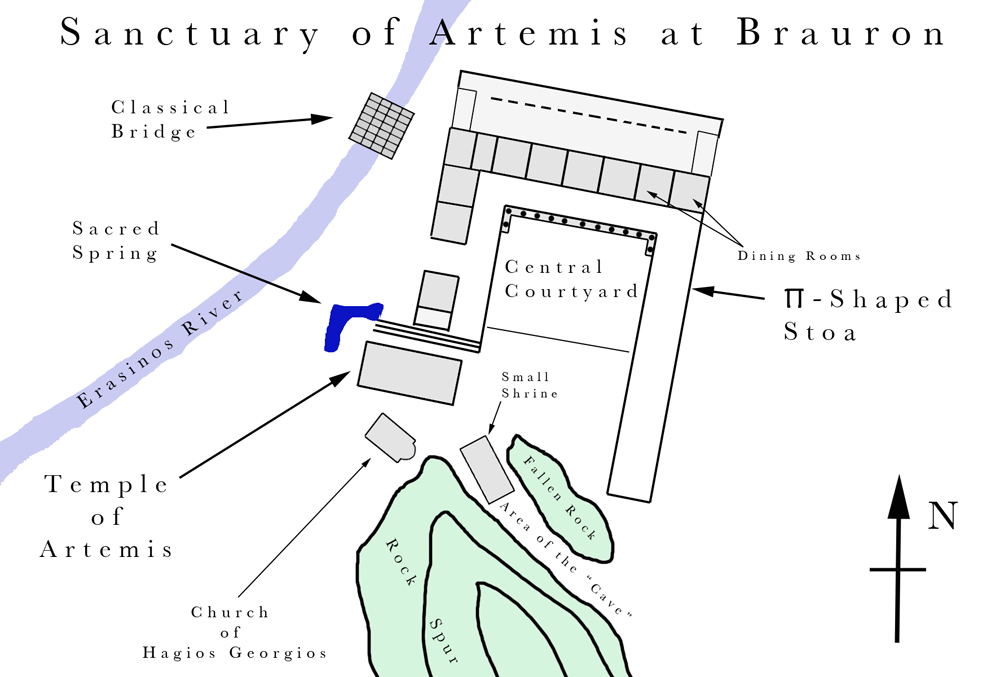
Plan du sanctuaire d'Artémis Brauronia.

Brauron (en grec ancien : Βραυρών, grec moderne : Βραυρώνα, Vravróna) est un lieu de culte historique d'Artémis, sur la côte est de l'Attique, à hauteur d'Athènes. Un musée est installé à proximité.

## Histoire
Le site doit son importance à son port naturel et à sa position stratégique en direction des Cyclades et de l'Asie Mineure. À partir de la colonisation du Néolithique vers -3500, le site prospère jusqu'à la période mycénienne - vers -1200 - puis il est quasiment abandonné pour des raisons inconnues. Il renaît vers -900, puis vers -700 commence la période florissante du sanctuaire, qui s'achève vers -300, à la suite d'une grande inondation. Brauron est intégré au territoire de la cité d'Athènes lorsque celle-ci unifie l'Attique vers -800.
Selon la mythologie, c'est à Brauron qu'Iphigénie aurait fini ses jours en tant que prêtresse de la déesse Artémis.

## Sanctuaire

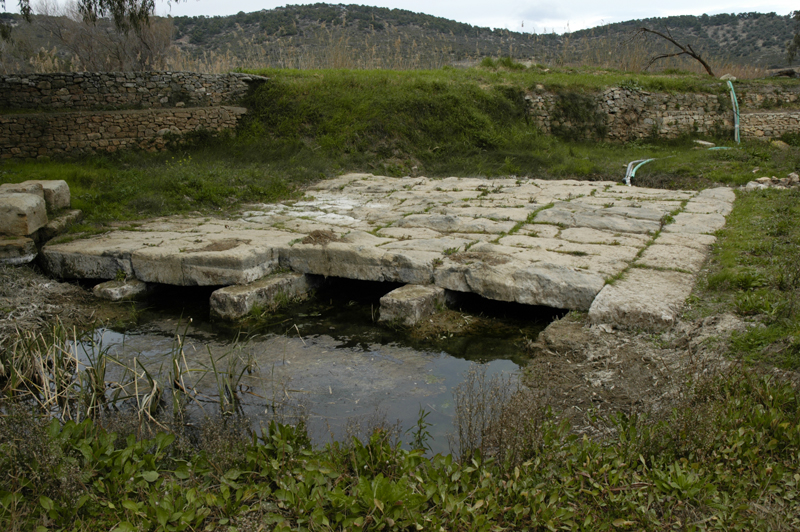
Vestiges du pont sur l'Érasinos.

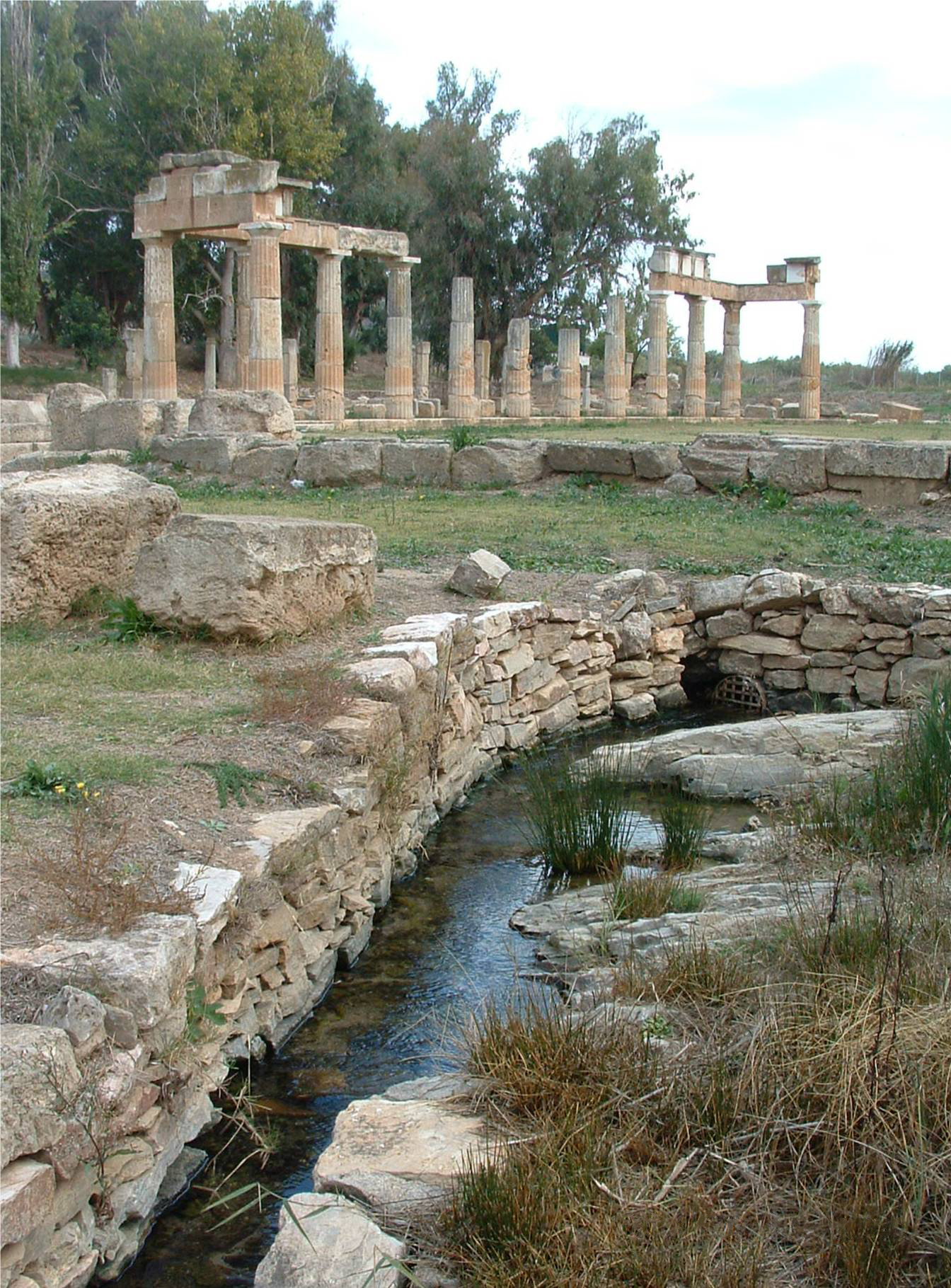
Stoa du sanctuaire d'Artémis.

### Pont antique
On accédait au sanctuaire, qui couvre une surface d'environ 60 × 80 m, par un pont en dalles de pierre sur le petit fleuve Érasinos : c'est le seul pont qui nous reste de la Grèce classique.

### Temple et sanctuaire d'Artémis
Des fouilles importantes y ont été menées de 1952 à 1954 par Ioánnis Papadimitríou.
Le temple dorique proprement dit mesure 19,20 × 10,35 m. Il semble qu'il succède à un temple antérieur. C'est autour de l'autel situé devant le temple que se déroulaient les danses rituelles des jeunes filles, comme le montrent les figures d'un cratère du Ve siècle. Des mystères avaient lieu, consistant en une chasse sacrée d'Artémis. Les reliefs de la frise montrent Artémis comme l'ancienne maîtresse ancestrale des animaux, divinité féminine de la nature, de la fécondité, de la vie et de la mort. Des taureaux étaient offerts en sacrifice.
On montrait dans le sanctuaire le tombeau d'Iphigénie qui, de Tauride, était revenue à Brauron. Ce tombeau avait l'aspect d'une grotte. Ce culte d'Iphigénie était lié à celui d'Hécate : à celle-ci étaient offerts les vêtements des femmes mortes en couches ; Iphigénie recevait ceux des femmes qui avaient donné une heureuse naissance.
Le plus grand bâtiment du sanctuaire est la « stoa des Arktoi » ou salle des Ourses, dont le plan était en forme de Π, peut-être à la suite d'une réduction du plan initial. On comptait au total 9 chambres, abritant 99 lits de bois. Devant les chambres ont été trouvées de nombreuses statues des filles et des garçons âgés de dix à douze ans.

### Festivités

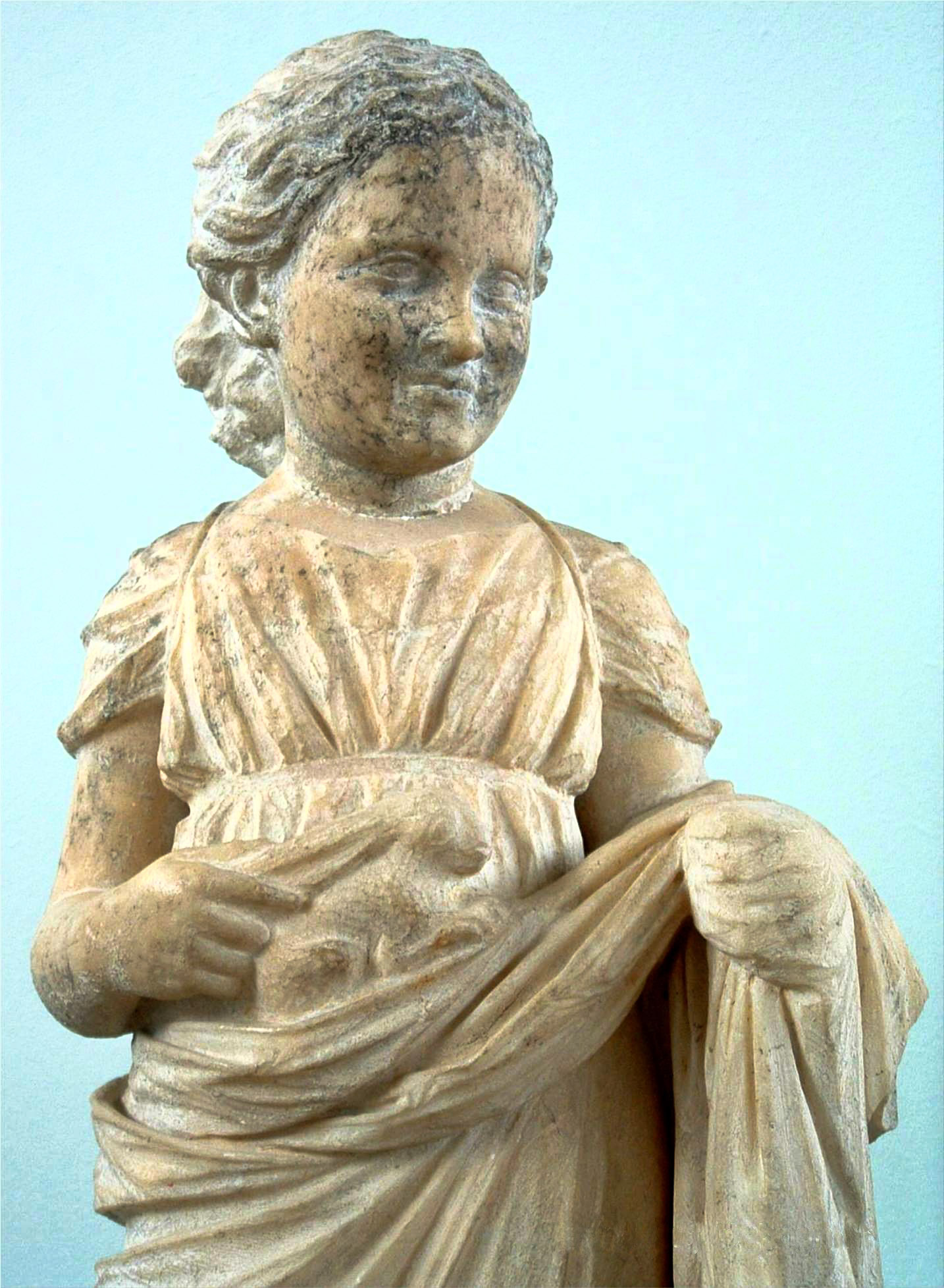
Statue de jeune fille (arktos) avec un lapin,

Des jeunes filles nobles passaient quelque temps au sanctuaire de Brauron comme « arktoi » (« ourses »), en substitut, disait-on, d'un sacrifice expiatoire ; elles s'exerçaient à la danse, à la course à pied et à l'art du tissage, afin de mieux se préparer à leur vie d'adulte. Au IVe siècle av. J.-C., Athènes décida que ses filles devraient désormais toutes passer par ces rites d'initiation appelés « arktéia », avant leur puberté. De plus, elles étaient tenues d'assister aux festivités des « Brauronia », qui avaient lieu tous les quatre ans. Les jeunes filles restaient au service de la déesse jusqu'à l'âge de leur mariage. Les festivités s'achevaient aussi par le sacrifice d'une ourse.
Les références nombreuses aux ursidés, tant dans la nomenclature des lieux que dans la nature des festivités, font de ce sanctuaire une des preuves d'un culte de l'ours, rattaché à la divinité d'Artémis, en Grèce antique.
Les Brauronia donnaient lieu à de grandes fêtes, avec des concours de musique et d'équitation. De petites festivités locales étaient célébrées chaque année. Pour les grandes Brauronia était organisé un grand défilé très bruyant, qui se mettait en mouvement à partir du Brauronion (sanctuaire d'Artémis Brauronia) situé sur l'Acropole d'Athènes, à l'ouest du Parthénon.

## Musée archéologique
Le musée est à environ 5 minutes à pied du site archéologique. Il a été rénové en 2009 et les expositions ont été réaménagées.

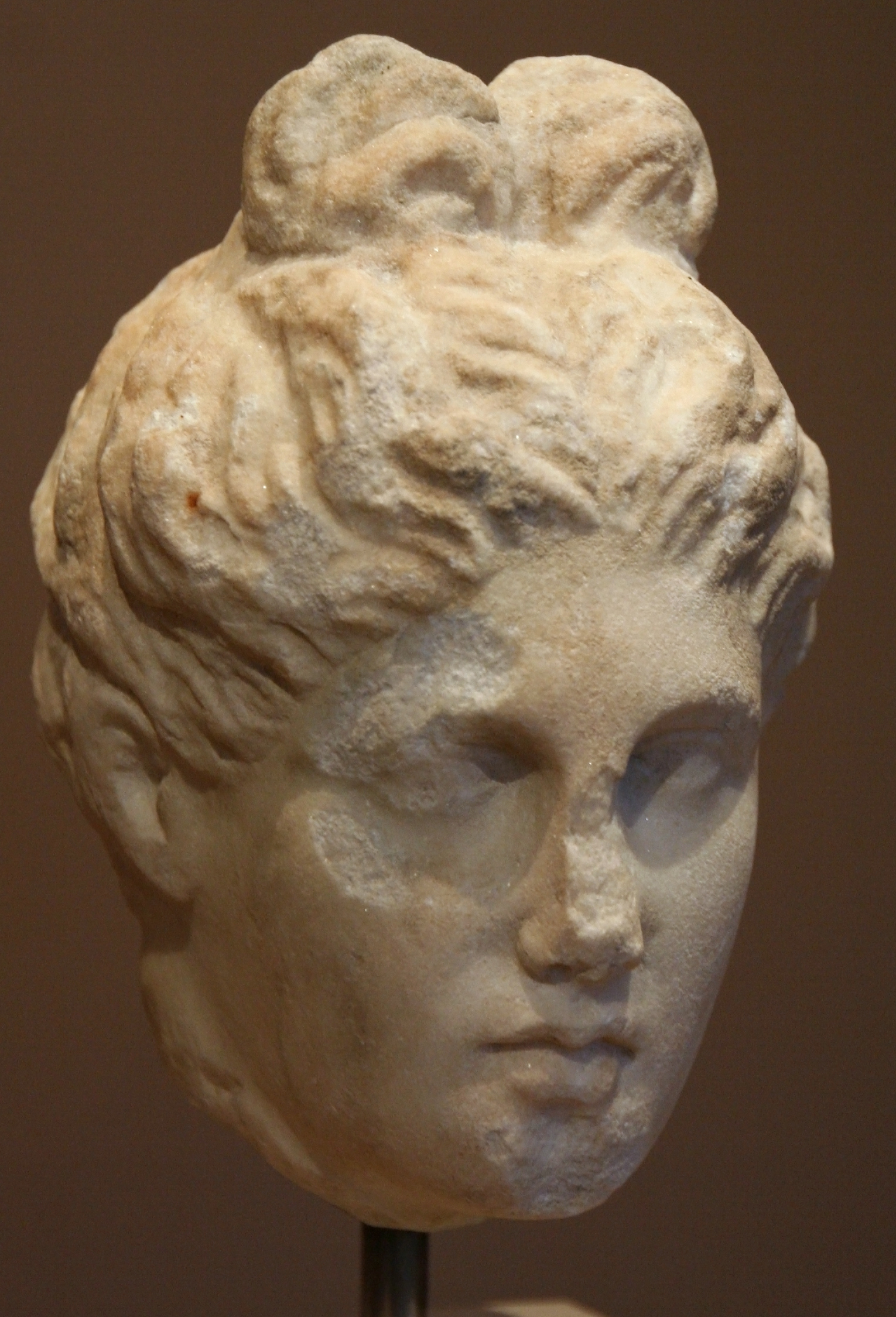
Tête d'Artémis
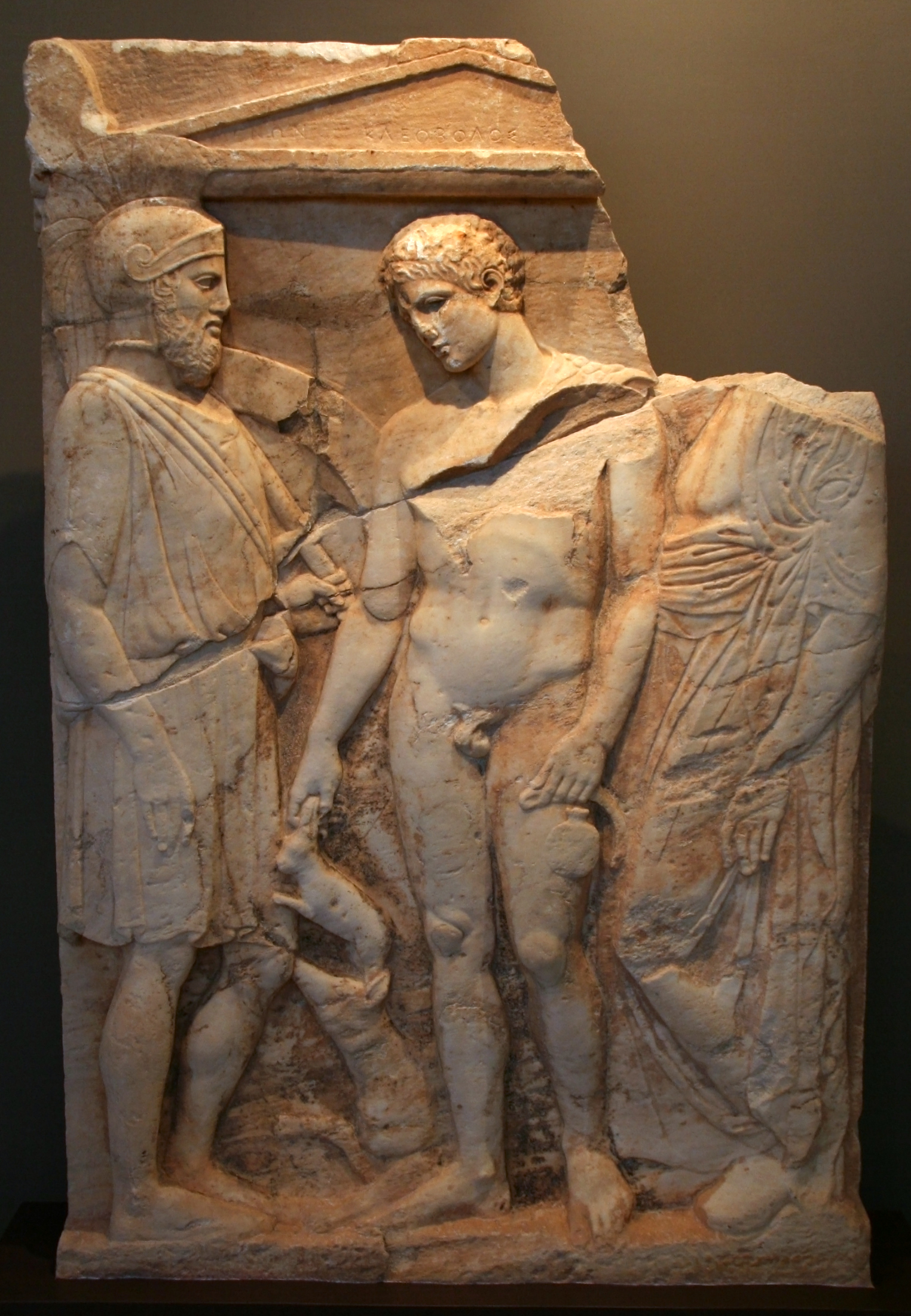
Stèle funéraire
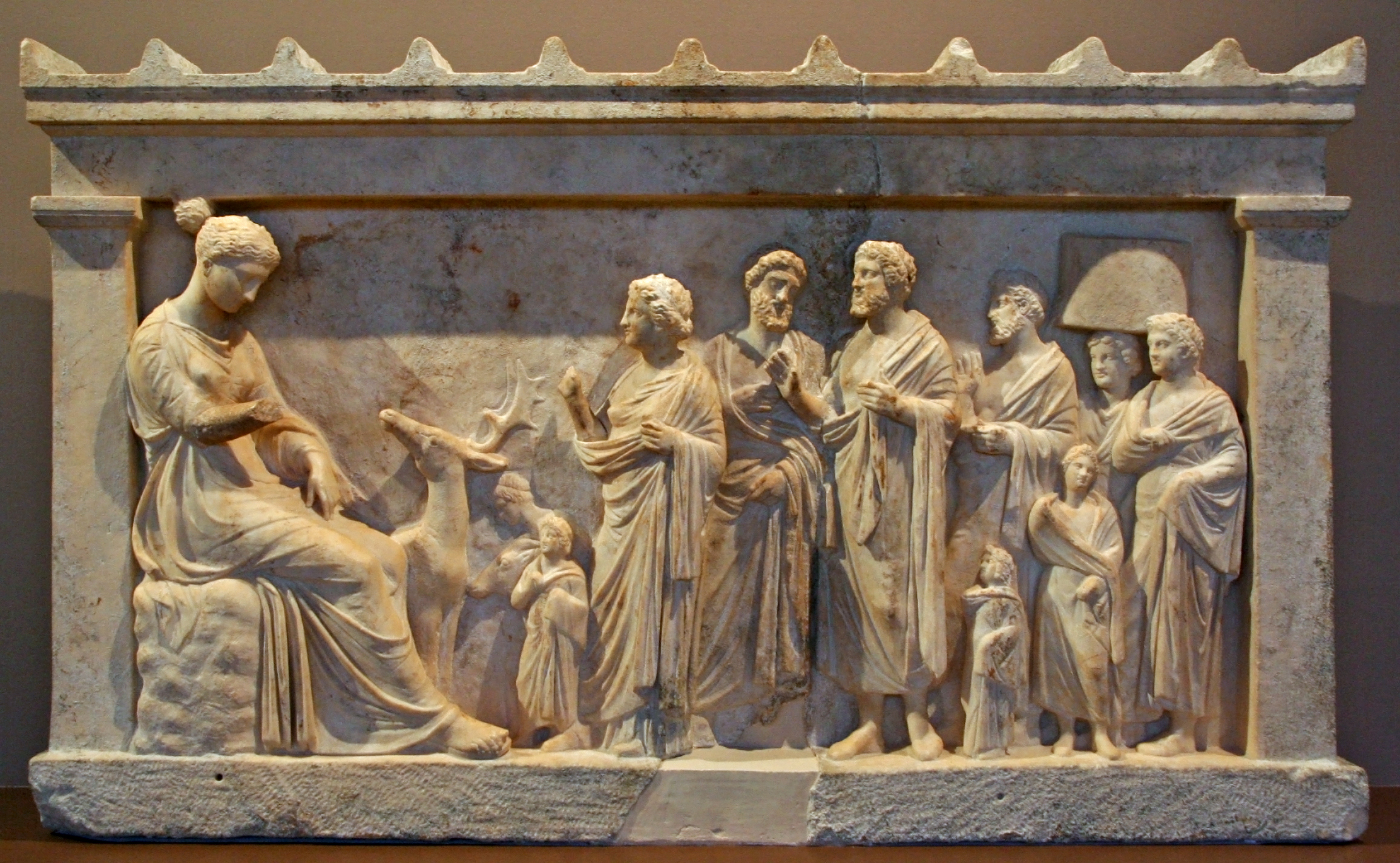
Relief votif